# Grétar Steinsson
Grétar Rafn Steinsson (født 9. januar 1982 i Siglufjörður, Island) er en tidliger islandsk fodboldspiller, der spillede som højre back. Han fik i sin tid som professionel nået at optræde for klubber som Knattspyrnufélag Fjallabyggðar, ÍA Akranes, BSC Young Boys, AZ Alkmaar, Bolton Wanderers samt Kayserispor.

## Landshold
Steinsson nåede at spille 46 kampe og score 4 mål for Islands landshold. Han debuterede for holdet i marts 2002 i en venskabskamp mod Brasilien, og fik en drømmedebut da han scorede sit debutmål mod verdensstjernerne efter kun 17 minutter på banen.